# اسلیم ریچی
اسلیم ریچی (انگلیسی: Slim Richey؛ ۱۱ فوریهٔ ۱۹۳۸ – ۳۱ مهٔ ۲۰۱۵) یک موسیقی‌دان اهل ایالات متحده آمریکا بود.